# Высоково (посёлок, Селивановский район)
Высоково — посёлок железнодорожной станции в Селивановском районе Владимирской области России, входит в состав Новлянского сельского поселения.

## География
посёлок расположен фактически в одноимённой деревне.
Расстояние до районного центра Вязники 24 км.
Расстояние до областного центра Владимир 86 км.

## Население
| 2002 | 2010 | 2021 |
| ---- | ---- | ---- |
| 0    | →0   | →0   |

## Инфраструктура
Железнодорожная станция, автомобильная и железная дороги.